# Benjamin Kessel
Benjamin Kessel (* 1. Oktober 1987 in Bad Kreuznach) ist ein ehemaliger deutscher Fußballspieler und heutiger Funktionär. Zunächst war Kessel Vizepräsident sowie Sportdirektor, seit November 2023 ist er Geschäftsführer Sport bei Eintracht Braunschweig.

## Karriere

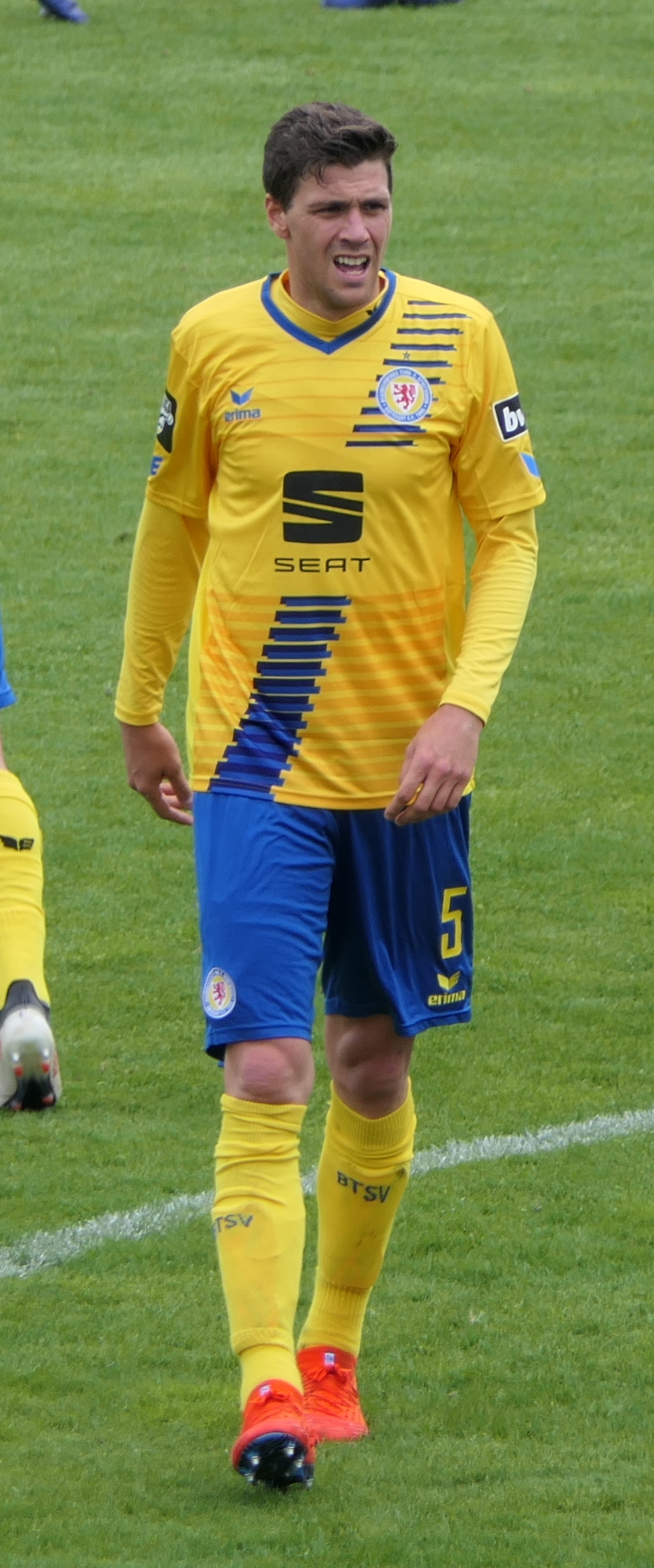
Kessel bei Eintracht Braunschweig (2019)

Kessel begann seine Karriere 2006 in der Regionalliga Süd in der zweiten Mannschaft des 1. FC Kaiserslautern. In der Folgesaison wechselte er zum Oberligisten Wormatia Worms, für die er auch ein Spiel im DFB-Pokal absolvierte. 2008 wechselte er zum 1. FSV Mainz 05, für dessen Zweite Mannschaft er zwei Spielzeiten in der Regionalliga West absolvierte.
Zur Saison 2010/11 wurde Kessel vom Drittligisten Eintracht Braunschweig verpflichtet, wurde mit ihm Meister und stieg in die 2. Bundesliga auf. Nach 14 Ligaspielen in der Hinrunde 2011/12 verpasste er wegen eines Muskelabrisses im Oberschenkel die komplette Rückrunde; der Verein verlängerte dennoch seine Vertragslaufzeit bis 2013. In seiner dritten Saison stieg er mit Eintracht Braunschweig als Tabellenzweiter in die Bundesliga auf; Kessels Vertragslaufzeit wurde erneut bis 2015 verlängert. Am 31. August 2013 (4. Spieltag) debütierte er 90 Minuten lang bei der 0:4-Niederlage im Auswärtsspiel gegen den Hamburger SV. Sein erstes Bundesligator erzielte er am 31. Januar 2014 (19. Spieltag) bei der 1:2-Niederlage im Heimspiel gegen Borussia Dortmund mit dem Treffer zum 1:1 in der 54. Minute. Insgesamt brachte es Kessel in der Spielzeit 2013/14 auf zwei Tore in 20 Bundesligaspielen. Am Ende der Saison stieg Eintracht Braunschweig wieder in die 2. Liga ab. Zu Beginn der Saison 2014/15 kam Kessel nicht zum Einsatz, spielte danach aber jedes Spiel über die gesamte Spielzeit, abgesehen von einer Gelbsperre am 15. Spieltag und einer Auswechslung nach 60 Minuten am 24. Spieltag im Spiel gegen den FC St. Pauli.
Zur Saison 2015/16 wechselte er ablösefrei zum 1. FC Union Berlin. Sein Vertrag lief bis 30. Juni 2017. Zur Saison 2017/18 schloss er sich ablösefrei dem 1. FC Kaiserslautern an und erhielt einen Zweijahresvertrag. Nachdem sein Vertrag mit dem Abstieg des FCK in die 3. Liga ungültig wurde, wechselte Kessel im Sommer 2018 zum Regionalligisten 1. FC Saarbrücken. Nach einem halben Jahr verließ er den FCS wieder und wurde Anfang Januar 2019 erneut vom Drittligisten Eintracht Braunschweig verpflichtet. In seiner ersten Saison seit seiner Rückkehr hielt er mit der Mannschaft knapp die Klasse, nach der Saison 2019/20 stieg er erneut in die 2. Liga auf. Nach der folgenden Saison, die mit dem Wiederabstieg endete, beendete er seine Karriere als Fußballspieler.

## Nach der Spielerkarriere
Benjamin Kessel absolvierte das Bachelorstudium Sportbusiness Management an der IST-Hochschule für Management in Düsseldorf. Seine Abschlussarbeit war eine Studie zur Kaderplanung im Fußball, die er 2022 veröffentlichte. 2025 schloss er den Lehrgang „Management im Profifußball“ von DFB und DFL ab.
Nach seinem Karriereende als Spieler arbeitete Kessel zunächst im Nachwuchsleistungszentrum von Eintracht Braunschweig und als Co-Trainer der U-19-Mannschaft. Im März 2022 wurde er  bei der Mitgliederversammlung von Eintracht Braunschweig zum Vizepräsidenten Fußball gewählt.
Seit Mai 2023 war Benjamin Kessel zunächst Sportdirektor, bis er im Juni 2024 zur Saison 2024/25 in die Geschäftsführung aufstieg und zum Geschäftsführer Sport berufen wurde.

## Privates
Kessel ist verheiratet und seit Dezember 2018 Vater eines Sohnes.